# Saint-Martin-la-Méanne
 Saint-Martin-la-Méanne  (en occitano Sent Martin) es una comuna y población de Francia, en la región de Lemosín, departamento de Corrèze, en el distrito de Tulle y cantón de La Roche-Canillac.
Su población en el censo de 2008 era de 363 habitantes.
No está integrada en ninguna Communauté de communes.

## Demografía
| 475 | 532 | 458 | 393 | 362 | 365 | 363 |
| Para los censos de 1962 a 1999 la población legal corresponde a la población sin duplicidades (Fuente: INSEE [Consultar]) |     |     |     |     |     |     |